# مديرية التقنية واللوجستيات (الجيش الإسرائيلي)
مديرية التقنية واللوجستيات (النقل والإمداد) الإسرائيلية (اختصار: أتال ) هي مديرية تابعةلهيئة الأركان العامة لقوات الجيش الإسرائيلية، مسؤولة الاستجابات والهمام اللوجستية، وعلى وجه الخصوص: بناء القواعد العسكرية، والحفاظ على البنية التحتية الطبية في أوقات السلم وأوقات الحرب وحالات الطوارئ، ورعاية تغذية الجنود، فضلًا عن إمداد الوقود وصيانة أسطول المركبات الإدارية والعسكرية للجيش الإسرائيلي. تعتبر المديرية هي الإظهار الثالث لمديرية التقنية والنقل والإمداد، وتشرف على فيلق اللوجستيات ‏، الذي شهد انتقال العديد من وحداتها والكثير من سلطتها إلى القوات البرية. خلال حالة الطوارئ، تكون المديرية مسؤولة أيضًا عن نشر معظم الوحدات الاحتياطية غير القتالية، ويرأسها حاليًا الألوف أهارون هاليفا منذ عام 2016.

## التاريخ
تم إنشاء المديرية في فبراير 1948 كمديرية العهدة وأعيدت تسميتها إلى مديرية التموين في عام 1972. وفي عام 1997 ، أعيدت تسميتها إلى إدارة التقنية والإمداد، وفي عام 2006 إلى مديرية الخدمات اللوجستية والطبية والمراكز، وفي عام 2008 تم تغيير الاسم إلى الاسم الحالي.

## القادة
| اسم               | فترة                      |
| ----------------- | ------------------------- |
| يوسف افيدار       | يوليو 1947 - يوليو 1949   |
| مونتي جرين        | يوليو 1949 - مارس 1950    |
| افرايم بن ارتزي   | مارس 1950 - مارس 1952     |
| تسفي أيالون       | مارس 1952 - مارس 1954     |
| مئير ايلان        | مارس 1954 - مارس 1960     |
| موشيه غورين       | مارس 1960 - مارس 1964     |
| متتياهو بيليد     | مارس 1964 - مارس 1968     |
| عاموس حوريف       | مارس 1968 - مارس 1972     |
| نحميا قابيل       | مارس 1972 - أكتوبر 1974   |
| آريه ليفي         | أكتوبر 1974 - أكتوبر 1978 |
| يوهانان جور       | أكتوبر 1978 - أكتوبر 1983 |
| حاييم إيرز        | أكتوبر 1983 - أكتوبر 1986 |
| مناحيم عينان      | أكتوبر 1986 - يناير 1989  |
| ايلان بيران       | يناير 1989 - أبريل 1992   |
| شالوم هاجاي       | ابريل 1992 - ابريل 1995   |
| عامي ساغيس        | ابريل 1995 - ابريل 1998   |
| اهارون زئيفي-فركش | أبريل 1998 - أبريل 2001   |
| عودي ادم          | أبريل 2001 - أبريل 2005   |
| آفي مزراحي        | أبريل 2005 - يناير 2007   |
| دان بيتون         | ديسمبر 2007 - مارس 2012   |
| كوبي باراك        | مارس 2012 - يوليو 2016    |
| أهارون هاليفا     | يلويو 2016-               |

## وصلات خارجية
- الموقع الرسمي (بالعبرية)